# Georg Rieve

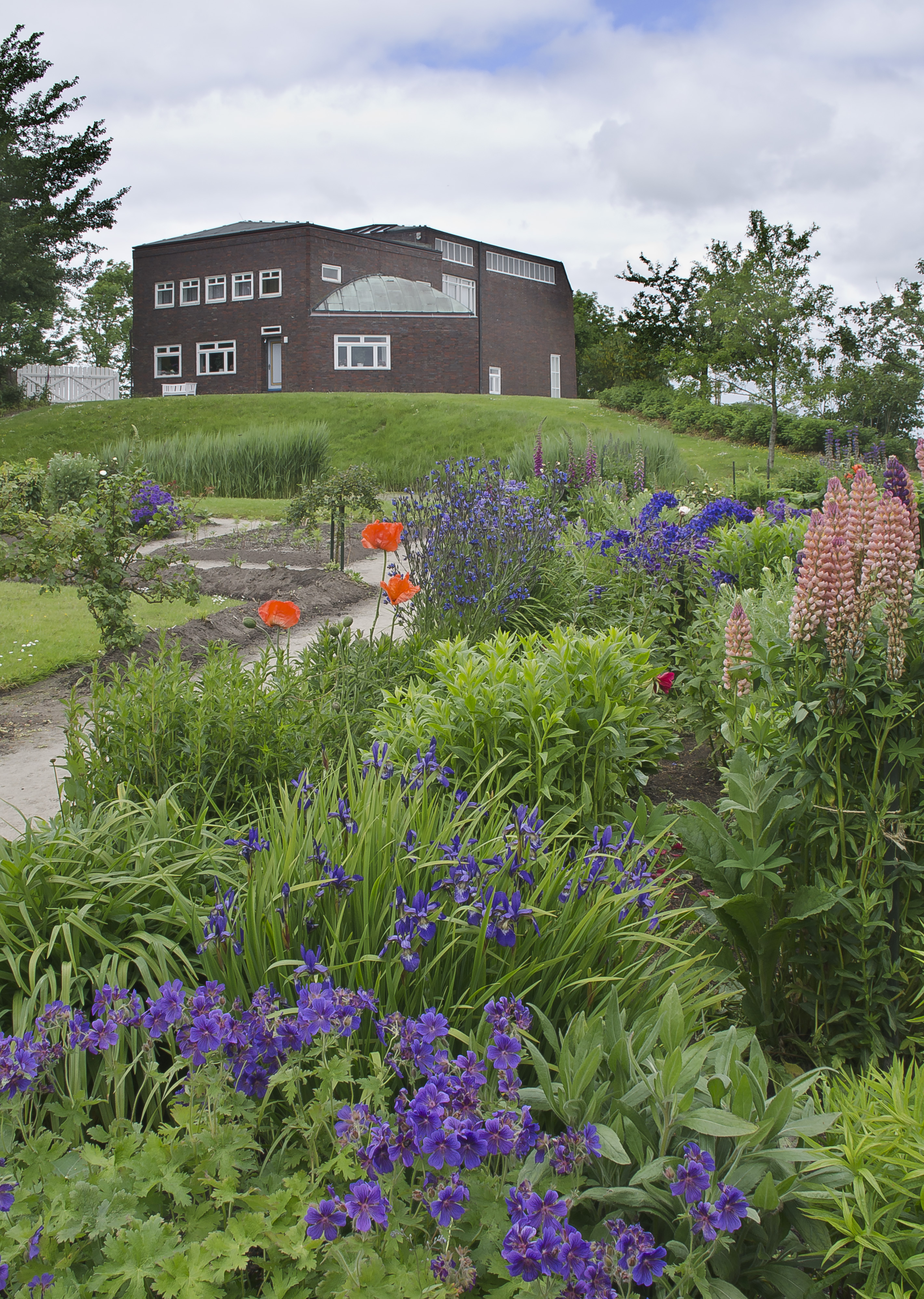
Haus Seebüll (1927–1937)

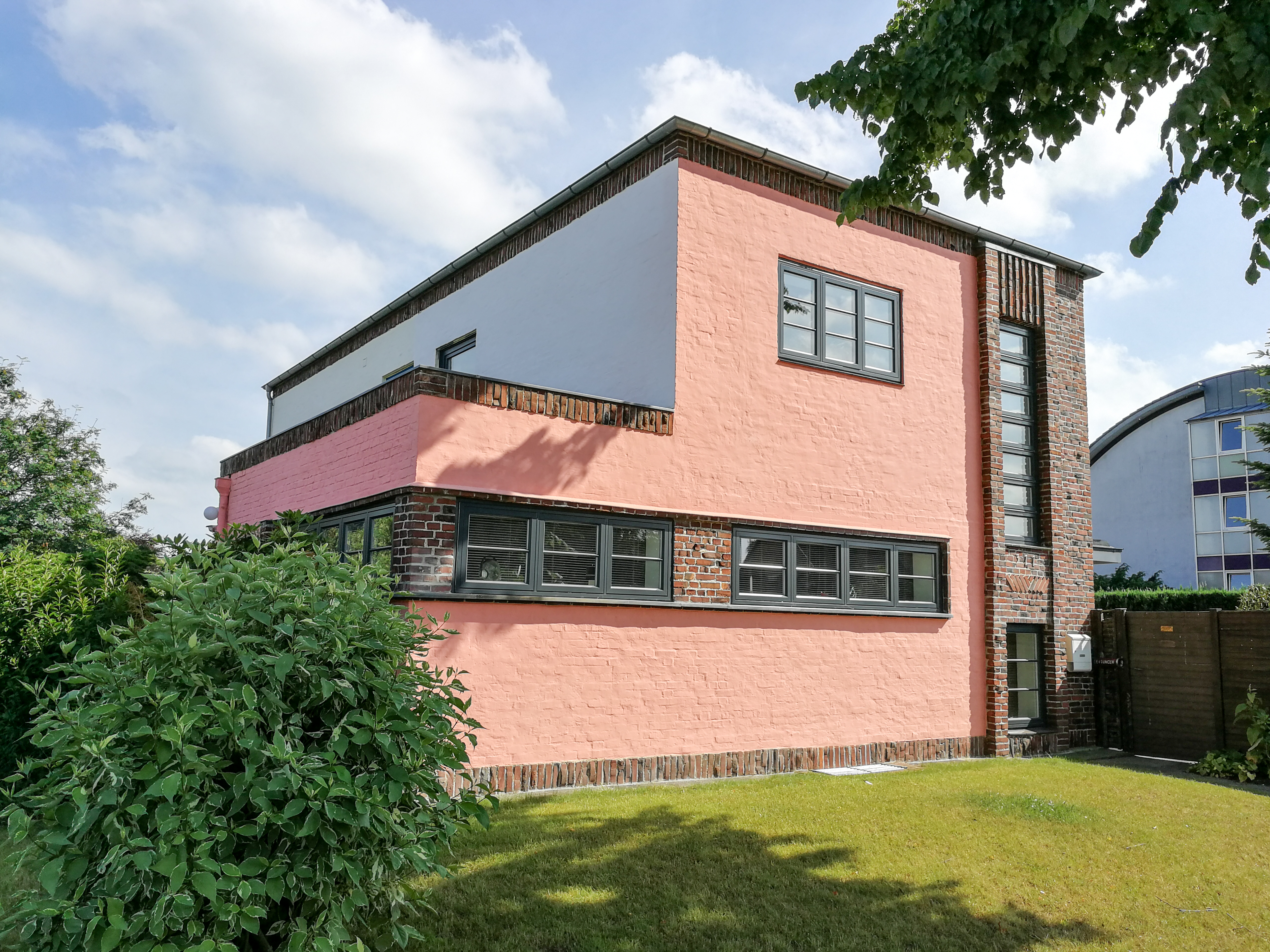
Wohnhaus Dr. Hans Ries (1927–1928)

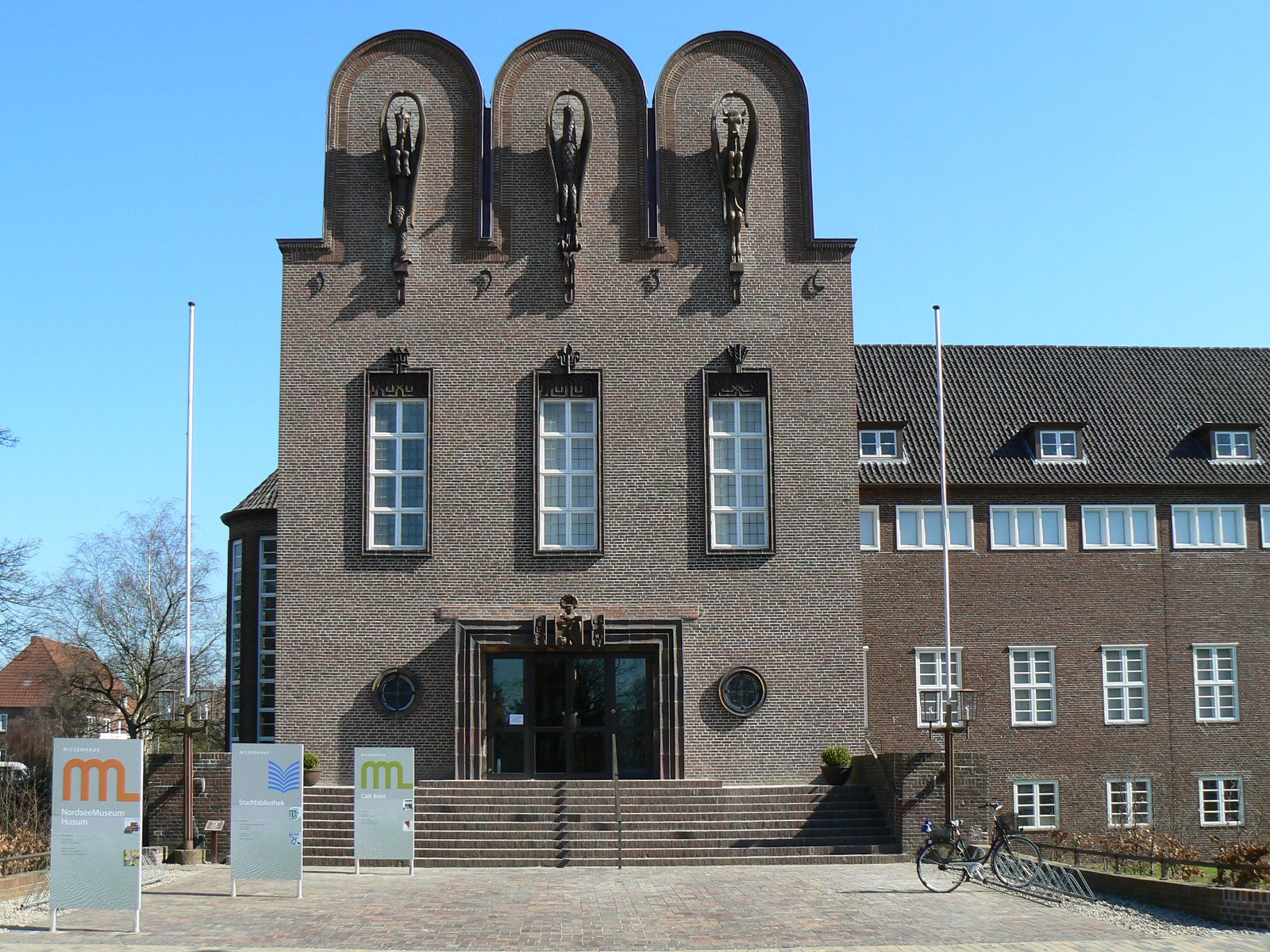
Ludwig-Nissen-Haus (1934–1937)

Georg Rieve (* 20. Mai 1888 in Tating; † 4. Juni 1966 in Flensburg) war ein deutscher Architekt.

## Leben
Georg Rieve arbeitete über Jahrzehnte als Architekt in Flensburg, wo auch sein älterer Bruder Theodor (1878–1959) als Stadtbaurat tätig war.
Er errichtete einige bemerkenswerte Gebäude in Formen des Heimatschutzstils, des Backsteinexpressionismus und der Neuen Bauens. Rieve war ein enger Freund von Emil Nolde, den er bei Planung und Bau seines Wohn- und Atelierhauses in Seebüll unterstützte. Nach dem Tod Noldes war Rieve ein Gründungsmitglied des Noldekuratoriums.

## Bauten
- 1914: Haubarg Vester Anflod in Mögeltondern[2][3]
- 1922: Villen Marienhölzungsweg 59 und 61 in Flensburg (unter Denkmalschutz)
Die Häuser waren die ersten beiden Villen an der Straße von Georg Rieve, in den Folgejahren wurden hier weitere Villenbauten von ihm ausgeführt.[4][5]⊙⊙
- vor 1925: Haus R., Poppenbüll[6]
- 1926: Villa Marienhölzungsweg 77 in Flensburg (unter Denkmalschutz)[7][4]⊙
- 1927–1928: Arztwohnhaus für Dr. Hans Ries in Flensburg-Weiche, Husumer Straße 311[8]⊙
- 1927–1937: Wohn- und Atelierhaus für Emil Nolde in Seebüll[9]⊙
- 1929: Erweiterungsbau des St.-Franziskus-Hospitals in Flensburg⊙
- 1930: Landwirtschaftliche Schule in Flensburg, Schleswiger Straße 66[10][11]⊙
- 1934–1937: Ludwig-Nissen-Haus in Husum[12]⊙
- 1934: Arztwohnhaus in Flensburg, Herzog-Adolf-Straße / Ludwig-Nissen-Straße[13]⊙
- 1935: Gebäude im Tümlauer Koog[14]
- 1936: Wohnhaus Gramm in Husum, Danckwerthstraße 2[15]⊙
- 1938: zweigeschossiges Giebelhaus in Flensburg, Holm 15 (unter Denkmalschutz)[16]⊙
- 1951–1955: Zentraler Omnibusbahnhof Flensburg[17]⊙
- 1951–1954: St.-Gertrud-Kirche in Flensburg[18][19]⊙
- 1954: Mutterhaus der DRK-Schwesternschaft Elsa Brändström in Flensburg-Fruerlund[20]⊙
- 1957: Katholische St.-Ansgar-Kirche in Flensburg-Mürwik[21]⊙
- 1958–1961: Kreissparkasse in Flensburg, Rathausstraße 15–19 (unter Denkmalschutz)[22]⊙